# Казацкий крест
Казацкий крест — символ запорожского казачества Украины. Представляет из себя равносторонний крест. Впервые подобный равносторонний крест использовался в 312 г. н. э. римским императором Константином для выделения своих войск: он приказал нарисовать этот крест на щиты своего войска для отличия от противников.
Изображался на печатях Войска Запорожского и Войска Запорожского Низового, на Большой хоругви Войска Запорожского Низового, других знаменах и гербах казачьих полков (Полтавский полк, Харьковский слободской казачий полк, Брацлавский полк, Кропивненский полк). Ныне является символом Вооружённых сил Украины, Государственной пограничной службы Украины, Службы безопасности Украины.
Встречается на гербах и флагах областей, районов и городов Украины.
Казацкий крест используется для создания образов Государственных наград Украины, ведомственных знаков отличия Государственная служба по чрезвычайным ситуациям, Министерства обороны Украины, Государственной пограничной службы Украины, Службы безопасности Украины.
Ещё издавна бытует традиция устанавливать казацкие кресты на захоронениях погибших за Украину (напр. Козацька могила, Сандармох) и в память о выдающихся украинцах (Т. Шевченко, В. Черновола, К. Гордиенко и т. д.).